# Cines
Cines war eine italienische Filmproduktionsgesellschaft. Sie gehörte neben Ambrosio und Itala zu den wichtigsten Filmgesellschaften des frühen italienischen Films.
Sie wurde 1905 als erstes großes Filmstudio Italiens von Filoteo Alberini und Dante Santoni unter dem Namen „Alberini & Santoni“ in Rom gegründet und ab 1906 unter dem Namen „Società italiana Cines“ geführt. Mit dem Film La presa di Roma (1905) entstand bei Cines der Prototyp des italienischen Historienfilms, wie er bis zum Beginn des Ersten Weltkrieges den internationalen Filmmarkt prägte.
Der größte internationale Erfolg war das 1912 produzierte und 1913 veröffentlichte Quo vadis? von Enrico Guazzoni. Dieser führte zu den weiteren Großproduktionen Marcantonio e Cleopatra (1913) und Cajus Julius Caesar (1914) unter demselben Regisseur.
1919 ging Cines in der „Unione Cinematografica Italiana“ auf und stellte 1923 seine Produktion schließlich ganz ein.